# Pleșa (okręg Gałacz)
Pleșa – wieś w Rumunii, w okręgu Gałacz, w gminie Berești-Meria. W 2011 roku liczyła 685 mieszkańców.